# عبدل لو
عبدل‌لو (به ترکی آذربایجانی: Abdullu) یک منطقه مسکونی در جمهوری آذربایجان است که در شهرستان جلیل‌آباد واقع شده است. عبدل‌لو ۶۱۰ نفر جمعیت دارد.